# La Bourboule

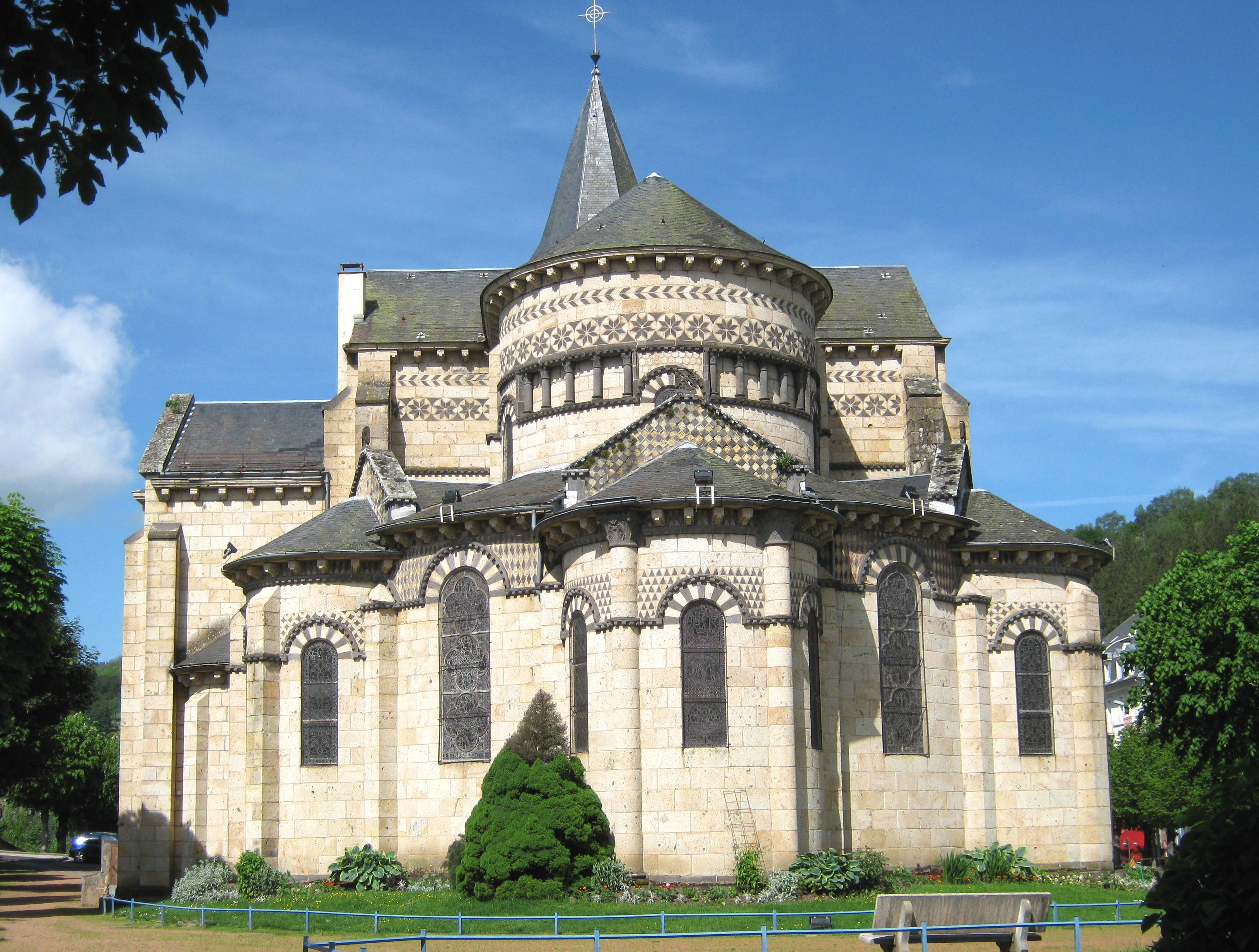
Kirche Saint Joseph. Aufnahme aus Osten.

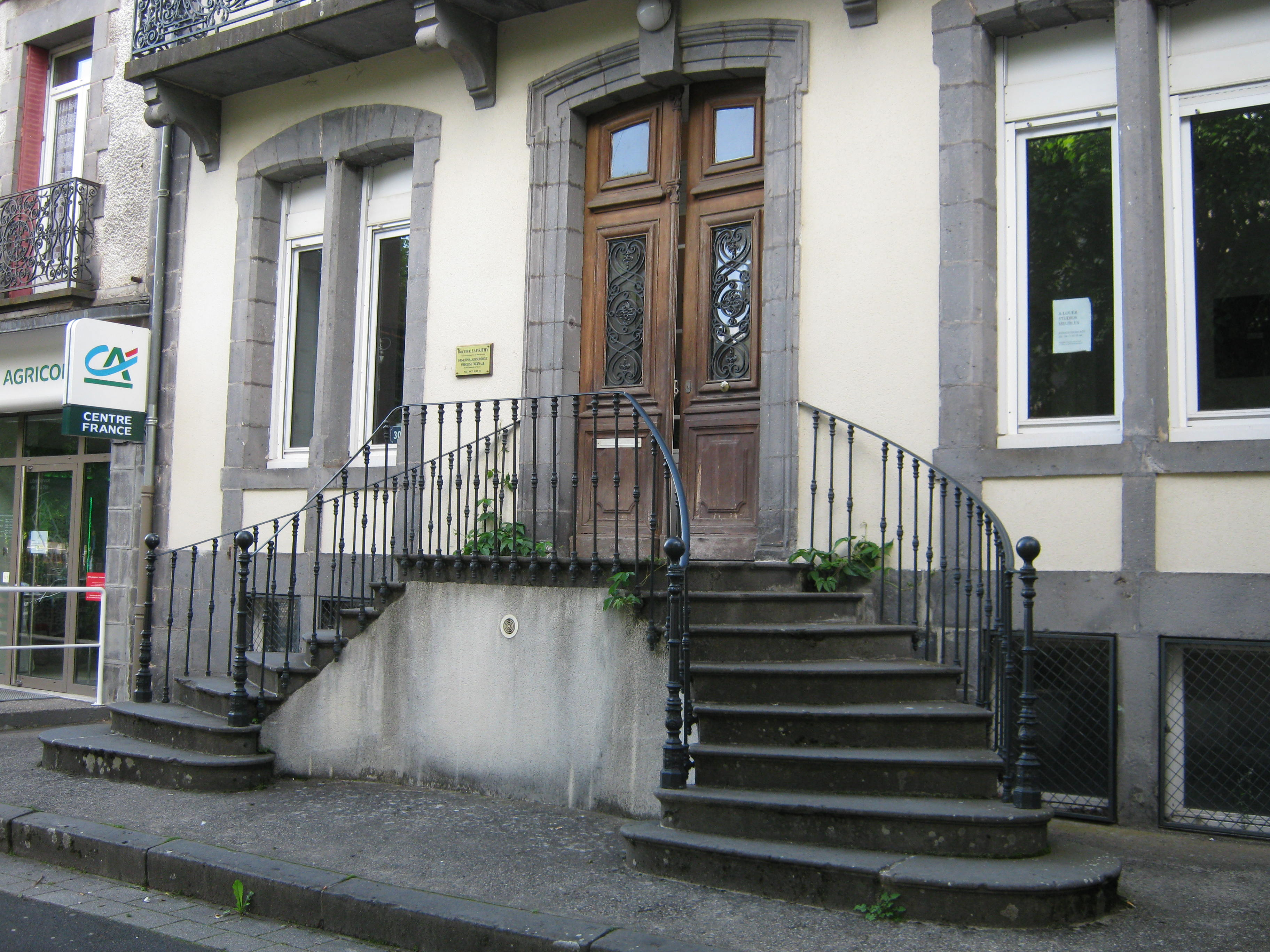
Haus am Boulevard Georges Clemenceau.

Werbeplakat aus dem 19. Jahrhundert

La Bourboule ist eine französische Gemeinde mit 1739 Einwohnern (Stand 1. Januar 2022) im Département Puy-de-Dôme in der Region Auvergne-Rhône-Alpes. Sie liegt im Arrondissement Issoire und im Kanton Le Sancy.

## Geografie
Der Thermal- und Luftkurort liegt ca. 50 Kilometer südwestlich von Clermont-Ferrand und sieben Kilometer westlich von Mont-Dore auf 812 bis 1408 m Meereshöhe unterhalb des Puy de Sancy am Oberlauf der Dordogne und an deren Zufluss Vendeix.

## Geschichte
Das Badewesen des Orts ist alt: Schon Anfang des 15. Jahrhunderts wurden die „balanea“ von La Bourboule erwähnt. Im 19. Jahrhundert erlebte der Ort den Aufstieg zu einem berühmten Kurbadeort; ein erstes Kurbad wurde 1821 in Betrieb genommen. Die heutigen  Thermalbauten sind an den Flussufern zu finden, verbunden durch mehrere Brücken. Der Kurpark und zwei Casinos aus dem 19. Jahrhundert ergänzen den Kurort. Zwei schwach arsenhaltige Quellen werden für therapeutische Zwecke bei Haut- und Atemwegserkrankungen eingesetzt: die 60 °C warme Choussy-Perrière-Quelle und die nur 20 Grad warme Fenestre-Quelle. Man hat sich auch auf Kinderkuren spezialisiert.

### Bevölkerungsentwicklung
| Jahr                       | 1930 | 1962 | 1968 | 1975 | 1982 | 1990 | 1999 | 2006 | 2017 |
| Einwohner                  | 2700 | 2336 | 2496 | 2392 | 2384 | 2113 | 2043 | 2049 | 1789 |
| Quellen: Cassini und INSEE |      |      |      |      |      |      |      |      |      |

## Sehenswürdigkeiten
- La Roche des Fées

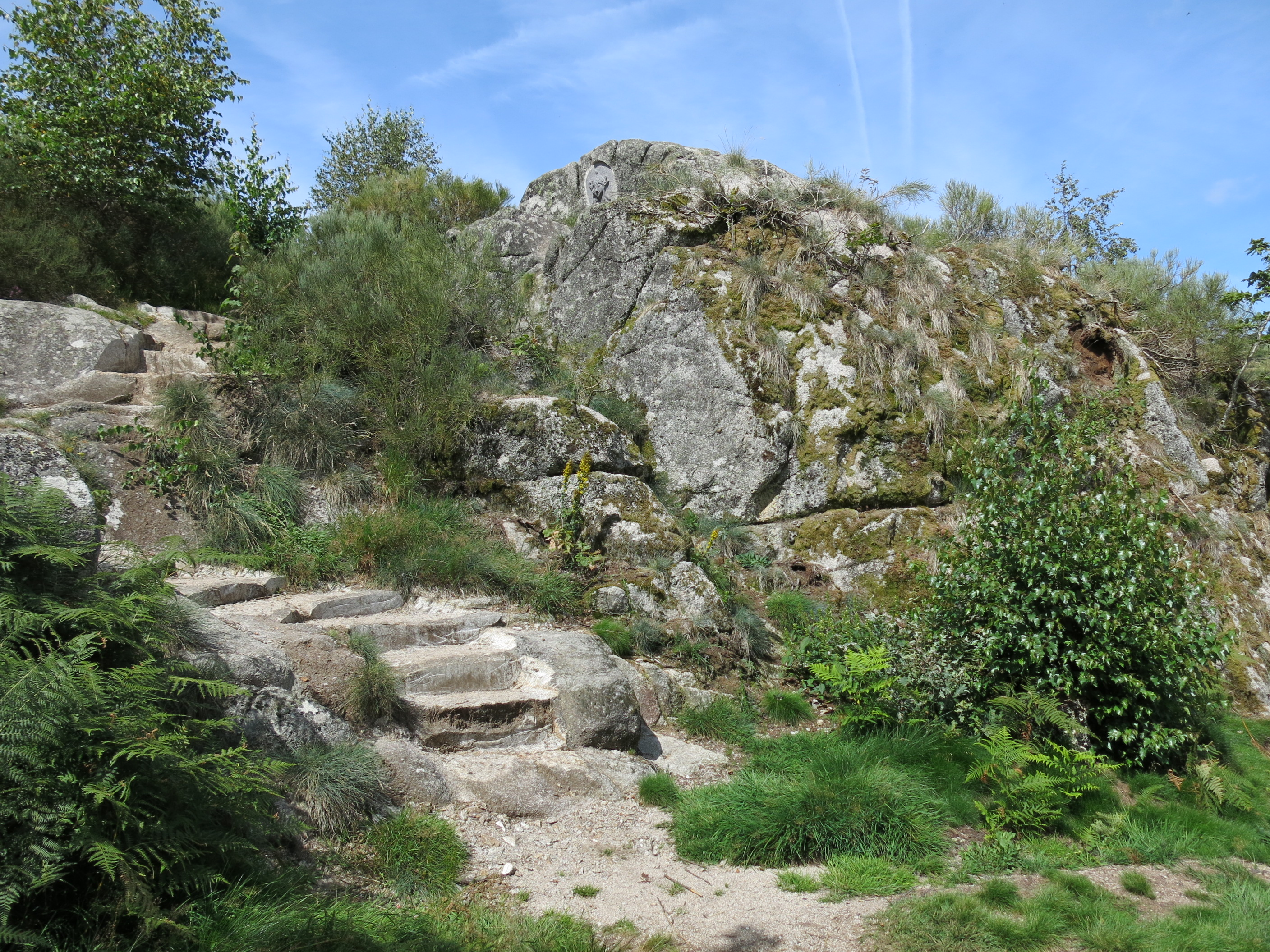
La Roche des Fées

- Die Kirche St-Joseph, 1885–88 vom Architekten Antoine Gardin erbaut, der sich von der Basilika von Orcival inspirieren ließ; neuromanisch; mit Reliefs und Skulpturen aus hellem Lavastein von Henri Charlier[1]
- Viele Gebäude im typischen Baustil der Belle Epoque
- Der große "Parc Fenestre"[2]
- Die mit Mosaiken geschmückte Vedeix-Brücke
- Les Grands Thermes (1821; 1876; 1976)[3]
- Les Thermes de Choussy (1463; 1810; 1828; 1862)[4]
- Hôtel de ville (Rathaus) mit sehenswerten Stofftapeten von Ch. Goiun
- Burgruine des Châteaux de La Roche-Vendeix
- Wasserfall Cascade de la Vernière[5]

### Museen
- Musée de la Minéralogie (Mineralien)
- Musée du Conte de fées (Märchenerzählungen)

## Persönlichkeiten
- Jean-Louis Murat, eigentlich Jean-Louis Bergheaud (* 28. Januar 1952 in La Bourboule), französischer Sänger und Liedermacher
- Georges Lamirand (1899–1994), Bürgermeister von La Bourboule; 1940–1943 "Generalsekretär für die Jugend" des Vichy-Regimes

## Sonstiges
- Der botanische Begriff Dianthus gratianopolitanus ‘La Bourboule’ bezeichnet eine Zwerg-Pfingstnelke[6]
- Die Künstler-Vereinigung La Palette du Monde wurde im Jahre 2007 in Frankreich gegründet, Hauptsitz ist in Vierzon und La Bourboule.[7]
- Der Tenor Joseph Schmidt musste 1942 aufgrund der Bestimmungen des Vichy-Regimes einige Zeit in La Bourboule verbringen, bevor ihm die Flucht in die Schweiz gelang.